# Crennes-sur-Fraubée
Crennes-sur-Fraubée – miejscowość i gmina we Francji, w regionie Kraj Loary, w departamencie Mayenne.
Według danych na rok 1990 gminę zamieszkiwało 190 osób, a gęstość zaludnienia wynosiła 15 osób/km² (wśród 1504 gmin Kraju Loary Crennes-sur-Fraubée plasuje się na 1062. miejscu pod względem liczby ludności, natomiast pod względem powierzchni na miejscu 886.).